# Télé-2 (Radio-Canada)
Télé-2 (CBC Television 2 pour le réseau anglophone) était un projet de second réseau national de télévision publique, porté par CBC/Radio-Canada au début des années 1980. Si le projet avait été mené au bout, Télé-2 et CBC 2 auraient été des équivalents canadiens de la chaîne anglaise BBC Two, elle-même second réseau de télévision de la BBC.
L'idée de créer un second réseau national en anglais et en français figurait parmi les propositions du rapport Touchstone for the CBC publié en juin 1977.
CBC/Radio-Canada entame les procédures auprès du Conseil de la radiodiffusion et des télécommunications canadiennes (CRTC) en août 1980 et des audiences sont ensuite tenues en janvier 1981. La société avait alors proposé que les réseaux Télé-2 et CBC-2 soient:
- Non-commerciaux ;
- Diffusés par satellite et sur le câble, étant donné qu'une diffusion hertzienne nécessiterait des investissements considérables ;
- Que les deux réseaux soient classés comme services essentiels, accessibles à tous les abonnés sans surcoût ;
- Que les deux réseaux aient une programmation complémentaire à la Télévision de Radio-Canada (pour Télé-2) et CBC Television (pour CBC-2), centrée notamment sur les arts, la culture, les sciences et technologies, l'économie et les affaires publiques.

En mai 1981 le CRTC rejette formellement les demandes de la Société Radio-Canada ce qui met un terme au projet de second réseau national. 
La Société Radio-Canada renouvelle sa demande de financement supplémentaire pour lancer le second réseau au nouveau ministre des Communications, Marcel Masse, peu de temps après les élections fédérales de 1984.